# George Peabody Library
La Biblioteca George Peabody es una biblioteca conectada a la Universidad Johns Hopkins, centrada en la investigación del siglo XIX. Anteriormente fue la Biblioteca del Instituto de música Peabody en la ciudad de Baltimore, y está ubicada en el campus de Peabody en West Mount Vernon Place en el histórico vecindario cultural de Mount Vernon-Belvedere al norte del centro de Baltimore, Maryland. Las colecciones están disponibles para el uso del público en general, de acuerdo con el objetivo del comerciante y filántropo de Baltimore George Peabody de crear una biblioteca "para el uso gratuito de todas las personas que deseen consultarla".

## Historia
La Biblioteca George Peabody fue financiada por George Peabody (1795–1869). Peabody, habiéndose convertido en un hombre rico en Baltimore a través del comercio durante las décadas de 1810 y 1820, luego de su breve servicio en la milicia estatal que defendía la ciudad contra el famoso ataque británico durante la Guerra de 1812, "dio $ 300,000 como suma inicial para el Instituto Peabody " en febrero de 1857. Originalmente, se planeó que el instituto abriera en 1860, pero el conflicto entre estados fronterizos en la región causado por la guerra civil estadounidense retrasó su establecimiento y construcción hasta 1866. El primer bibliotecario de la Biblioteca George Peabody, John Morris, y el Comité de la Biblioteca, presidido por George Pendleton Kennedy, utilizaron este tiempo para estudiar y catalogar las colecciones de las bibliotecas más grandes de los EE. UU. y Europa. Morris luego creó una lista de 50,000 libros y buscó activamente su recuperación sin importar la dificultad o el costo. Esta práctica fue un gran éxito y fue continuada por el siguiente bibliotecario, Nathaniel Holmes Morrison. Como asistente de Morrison, el científico Philip Reese Uhler ampliaría esta práctica a los textos científicos al buscar expertos en varios campos científicos para obtener asesoramiento. Esta forma de desarrollo de colecciones se ha convertido en un estándar para las bibliotecas académicas.
Cuando abrió, Peabody dedicó el primer segmento, el ala oeste del nuevo Instituto Peabody, a los ciudadanos de Baltimore en agradecimiento por su amabilidad y hospitalidad. El instituto fue diseñado para ser un centro cultural para la ciudad de Baltimore, con planes para una galería de arte, una escuela de música, una serie de conferencias públicas, una serie de premios en efectivo con medallas de oro conocidos como "Premios Peabody" para los mejores graduados de las entonces tres escuelas secundarias públicas de la ciudad, así como una biblioteca de referencia pública no circulante que luego se trasladó al segundo segmento adjunto en el ala este en 1876-1878.
La estructura actual de la biblioteca en el ala este fue diseñada por el famoso arquitecto local Edmund G. Lind y se abrió al público en 1878. La biblioteca siguió siendo parte del Instituto Peabody hasta 1967, cuando se transfirió a la ciudad de Baltimore y se convirtió en un departamento de la cercana Biblioteca gratuita Enoch Pratt. Se transfirió a la Universidad Johns Hopkins en 1982 y se convirtió en parte del departamento de Colecciones Especiales de la Biblioteca Eisenhower en el campus de Homewood y parte de las Bibliotecas Sheridan en la Universidad Johns Hopkins, ya que el propio Instituto Peabody estaba afiliado a Hopkins.

## Recopilación
La colección principal refleja amplios intereses, pero se centra en el siglo XIX, de acuerdo con el deseo de Peabody de que esté "bien equipada en todos los departamentos del conocimiento y de la literatura más aprobada". La colección de 300.000 volúmenes de la biblioteca es particularmente sólida en religión, arte británico, arquitectura, topografía e historia; historia americana, biografía y literatura; lenguas y literatura de romance; historia de la ciencia; geografía, exploración y viajes. Algunas de las colecciones destacadas incluyen las primeras ediciones de Poe, Hawthorne, Melville y HL Mencken, la Encyclopédie de 28 volúmenes de Diderot, las primeras ediciones de Don Quijote, los mapas de Maryland y Baltimore, los folios de historia natural, una primera edición del Origen de las especies de Darwin, y libros de primera línea.

## Edificio
El interior de la biblioteca a menudo se considera una de las bibliotecas más bellas del mundo. Completado en 1878, fue diseñado por el arquitecto de Baltimore Edmund G. Lind en colaboración con el primer rector de Peabody, Nathaniel H. Morison, quien lo describió como una "catedral de libros". El monumental interior neogreco, visualmente deslumbrante, presenta un atrio que, sobre un piso de mármol blanco y negro que alterna, se eleva 61 pies de altura hasta un tragaluz enrejado de vidrio esmerilado pesado, rodeado por cinco hileras de balcones ornamentales de hierro fundido negro (producidos localmente por Bartlett-Hayward Company) y columnas festoneadas en oro que contienen montones de libros apretados. Entre julio de 2002 y mayo de 2004, la ahora histórica biblioteca se sometió a una renovación y remodelación de un millón de dólares.

## Eventos privados
La Biblioteca George Peabody funciona como un lugar para eventos. Las tarifas de los eventos apoyan las colecciones, los servicios y los programas de la biblioteca.